# Miguel Almirón
Miguel Ángel Almirón Rejala (* 10. Februar 1994 in Asunción) ist ein paraguayischer Fußballspieler, der bei Atlanta United unter Vertrag steht.

## Karriere

### Vereine

#### Jugendzeit
Seine ersten fußballerischen Schritte tätigte er beim paraguayischen Erstligisten Club Atlético 3 de Febrero. Nach einem Probetraining in der Jugendabteilung von Club Nacional, entschied er sich im Alter von 14 Jahren für Cerro Porteño.

#### Cerro Porteño (2013–2015)
Nach fünf Jahren in der Jugendabteilung gab Almirón am 10. März 2013 sein Profidebüt für Cerro Porteño gegen Deportivo Capiatá. Rund einen Monat später (am 19. April 2013) erzielte er gegen Club Rubio Ñu seinen ersten Profitreffer.

#### Club Atlético Lanús (2015–2016)
Im August 2015 gab der argentinische Erstligist CA Lanús die Verpflichtung Almiróns bekannt. Wurde er in seiner ersten Saison unter Guillermo Barros Schelotto erst langsam an die Mannschaft herangeführt, so war Almirón ein Jahr später unter Jorge Almirón Stammspieler. Almirón war in dieser Zeit maßgeblich am Titelgewinn Lanús beteiligt.

#### Atlanta United (2017–2019)
Zur Saison 2017 wechselte Almirón in die Major League Soccer zum neugegründeten Franchise Atlanta United und unterschrieb einen Vertrag als „Young Designated Player“. Medienberichten zufolge bezahlte Atlanta United eine Ablöse in Höhe von 8 Millionen US-Dollar. Am 12. März 2017 erzielte er mit einem Doppelpack beim 6:1-Sieg gegen Minnesota United seine ersten MLS-Treffer. Seinen ersten Hattrick erzielte er am 20. Mai gegen Houston Dynamo. Im August 2017 wurde er das erste Mal in das MLS All-Star Team berufen. Nach der Saison wurde er auf Platz 1 der „24 players under the age of 24“ gewählt. Mit 12 Toren und 14 Vorlagen wurde er neben seinem Teamkollegen Josef Martínez erneut in die MLS Best XI aufgenommen. Mit Atlanta gewann er den MLS Cup 2018 mit 2:0 gegen die Portland Timbers.

#### Newcastle United (2019–2025)
Ende Januar 2019 wechselte Almirón zum englischen Erstligisten Newcastle United und unterschrieb einen bis 2024 gültigen Vertrag. Mit einer Ablösesumme von circa 26 Millionen US-Dollar wurde er zum bis dahin teuersten Transfer aus der MLS ins Ausland, eine Bestmarke, die er auch im Jahr 2023 noch hielt. Bis zum Saisonende der Premier League 2018/19 kam er in zehn Spielen zum Einsatz. Die folgenden drei Spielzeiten verbrachte er mit seiner Mannschaft im Tabellenmittelfeld der Premier League und sicherte sich einen Stammplatz im Team von Newcastle. In der Saison 2022/2023 trug Almirón mit elf Ligatoren maßgeblich dazu bei, dass Newcastle die Qualifikation zur Champions League erreichte. Für den Verein bedeutete dies die Rückkehr in den Wettbewerb nach über 20 Jahren Pause.

#### Rückkehr zu Atlanta United
Im Januar 2025 wechselte er zurück zu Atlanta United und unterschrieb dort einen Vertrag bis 2027.

### Nationalmannschaft
Almirón spielte er bei der U-20-Fußball-Südamerikameisterschaft 2013 für die paraguayische U20-Nationalmannschaft. Nachdem er maßgeblich am guten Abschneiden der Mannschaft beteiligt war, wurde er wenige Wochen später für die U-20-Fußball-Weltmeisterschaft 2013 nominiert. Sein Debüt für die A-Nationalmannschaft Paraguays gab er im September 2015.

## Erfolge
- Argentinischer Meister: 2016
- MLS-Cup-Sieger: 2018

## Auszeichnungen
- MLS All-Star: 2017, 2018
- MLS Best XI: 2017, 2018
- Premier League Player of the Month: Oktober 2022